# Lac Natipi
Lac Natipi är en sjö i Kanada.   Den ligger i regionen Saguenay–Lac-Saint-Jean och provinsen Québec, i den östra delen av landet, 700 km nordost om huvudstaden Ottawa. Lac Natipi ligger 529 meter över havet. Arean är 16,4 kvadratkilometer. Den sträcker sig 10,4 kilometer i nord-sydlig riktning, och 3,9 kilometer i öst-västlig riktning.
Omgivningarna runt Lac Natipi är i huvudsak ett öppet busklandskap. Trakten runt Lac Natipi är nära nog obefolkad, med mindre än två invånare per kvadratkilometer.